# لتچوورث گاردن سیتی
longitudeلتچوورث گاردن سیتیlatitudeلتچوورث گاردن سیتی
لتچوورث گاردن سیتی (به انگلیسی: Letchworth) یک شهرک در بریتانیا است که در انگلستان واقع شده است.
لتچ ورث گاردن سیتی اولین شهر با طرح نوین شهرسازی ابنزر هاوارد بود که در نواحی اطراف شهر لندن در 1904 ساخته شد، هاوارد در طرح باغشهر خود، شهر را به صورت چند دایره متحدالمرکز تصویر کرد. بناهای عمومی شهر در مرکز این دوایر در دور میدانی قرار میگرفتند. بین دایره میانی و دایره بیرونی، خیابان اصلی شهر به عرض 135 متر قرار میگرفت که واجد چمن و درختانی به عنوان سایه بان بود، خود دایره ی بیرونی نواحی زراعی شهر را به وجود می آورد و قسمتی نیز برای کارگاهها و کارخانه ها پیش بینی شده بود .
شهر پیشنهادی هاوارد دارای وسعتی حدود 2400 هکتار است که 1/6 آن به مسکن اختصاص داده میشود و بقیه آن جهت فضای سبز، جنگل کشاورزی و استفاده از موارد دیگر اختصاص داده شده است، مشکل اصلی طرح هاوارد کم توجهی به موضوع فشار های اقتصادی در چگونگی توزیع جمعیت شهری بود، در باغشهر های پیشنهادی، صنایع سبکی پیش بینی شده بود که امکان ایجاد کار فقط برای چند هزار نفر اندکی را داشت.

## خصوصیات
لتچوورث گاردن سیتی ۳۳٬۲۴۹ نفر جمعیت دارد.

## خواهرخوانده
شهر ویسن خواهرخواندهٔ لتچوورث گاردن سیتی هست.